# عبد القادر القصاب
عبد القادر القصَّاب (1848 - 1941 م) عالم إسلامي سوري، وداعية مربٍّ، وأديب شاعر. رائد نهضة علمية في مدينة دير عطية.

## سيرته
ولد عبد القادر بن محمد القصاب في بلدة دير عطية (بمحافظة ريف دمشق) عام 1848م، وتوفي فيها عام 1941م. قضى حياته في سوريا ومصر.
تلقى تعليمه المبكر على يد والدته، ثم انتقل إلى دمشق ليحضر دروس عبد القادر الخطيب في جامع بني أمية؛ ثم انتقل إلى القاهرة عام 1852 ليلتحق بالأزهر، وبقي فيها حتى عام 1878. لفت أنظار معلميه من علماء الأزهر فأجازوه كتابة في إجازات فردية وإجازة جماعية (أربعة عشر عالمًا).
عاد إلى مسقط رأسه عام 1897م فحصل على إجازات من مشاهير علماء الشام. أسس الجمعية الخيرية ومدرسة العلوم الشرعية (المدرسة الحميدية 1898) على غرار الأزهر مواصلاً عمله في تعليم علوم اللغة والدين. انتسب إلى عدة طرق صوفية وحصل على إجازات من شيوخها (الرفاعية - السنوسية - الأحمدية الإدريسية - الشاذلية - العلوية).

## أعماله
1. الرحلة الأزهرية، سيرة ذاتية لرحلته إلى مصر.
2. رسالة في مدح النحو.
3. قرة العيون بتحصيل مبادئ الفنون.
4. عِقد اللآل في الحِكَم والامثال.
5. منظومة متن دليل الطالب في فقه الإمام أحمد بن حنبل، تحقيق وهبة الزحيلي.
6. عهد الطفولة، شعر.
7. له مواعظ وخطب وحكم ورسائل وقصائد نُشرت في كتاب «عبد القادر القصاب، حياته وشعره ونثره»

## وفاته
توفي عبد القادر القصاب بدمشق عام 1941، عن عمر ناهز خمسة وتسعين عامًا.